# 左岚乡
左岚乡，是中华人民共和国重庆市城口县下辖的一个乡镇级行政单位。

## 行政区划
左岚乡下辖以下地区：
齐心村、大坝村、幸福村、左岸村、胜利村和东风村。